# Міхаель Села
Міхаель Села (івр. מיכאל סלע, англ. Michael Sela; ім'я при народженні Мечислав Саломонович, пол. Mieczysław Salomonowicz; 2 березня 1924 — 27 травня 2022) — ізраїльський вчений. Праці в основному присвячені імунології, у тому числі синтетичних антигенів. У 1987—1988 роках група вчених, до якої входили в тому числі Джозеф Шлезінгер і Майкл Села, проводила дослідження, які стали основою ліків Цетуксимаб («Ербітукс»).

## Нагороди
Серед нагород:
- Премія Ізраїлю (1959)
- Міжнародна премія Гайрднер (1980)
- Медаль ЮНЕСКО імені Альберта Ейнштейна (1995)[4]
- Artois-Baillet Latour Health Prize[en] (1997)[5]
- Премія Вольфа (1998)

Іноземний член Національної академії наук США (1976), Російської академії наук (1994), Папської академії наук (1975)